# ジョージ・スミス (宣教師)
ジョージ・トーマス・スミス（George Thomas Smith、1843年10月16日 - 1920年）は、アメリカ合衆国の宣教師、ディサイプルスの宣教師である。
オハイオ州デイトンに生まれる。南北戦争が始まると北軍に志願する。戦闘に参加して負傷して南軍の捕虜になる。
戦後、ベサン大学を卒業して、10年間牧会をする。
1883年に宣教師になりチャールズ・ガルストと共に、10月中旬秋田へ。1885年に在住10か月で妻が秋田で死去するが宣教を続け、秋田教会(現、日本基督教団秋田高陽教会)が設立される。後米国に帰国して、ラモン(Candace Lhamon)と再婚する。
1890年ミーシャンと共に秋田に再び訪れる。その後東京へ行き、東京本郷地区で伝道をする。1892年に引退し、アメリカに帰国する。